# گورسو (صندوق‌لی)
گورسو (به ترکی استانبولی: Gürsu) یک منطقهٔ مسکونی در ترکیه است که در صندوق‌لی واقع شده‌است.